# La historia no contada de los Estados Unidos
La historia no contada de los Estados Unidos es un programa de televisión dirigido por Oliver Stone dedicado a la historia de los Estados Unidos durante el siglo XX y el inicio del XXI. El título hace referencia a que narra la historia desde una óptica diferente a la "versión oficial" que se enseña en las escuelas norteamericanas y se cuenta en los grandes medios de comunicación.

## Argumento
Oliver Stone representa su visión histórica de Estados Unidos (al que se le denomina "Imperio Americano" en múltiples ocasiones comparándalo con el Imperio Romano y otros como el Británico). Básicamente está centrado en la historia desde el Período de entreguerras, la Segunda Guerra Mundial, la Guerra Fría, la caída del bloque soviético, la globalización, los Atentados del 11-S, la Guerra contra el terrorismo y la Crisis económica de 2008. 
Trata hechos específicos sensibles en la opinión estadounidense como la crisis de los misiles en Cuba, el asesinato de John F. Kennedy, la guerra de Vietnam, el 11-S y la guerra de Irak, entre otros. Habla de personajes históricos, ya sean extranjeros, como Stalin o Mijaíl Gorbachov, o nacionales, como Henry Wallace. Pero la columna vertebral del documental son todos los presidentes de los Estados Unidos, desde Franklin D. Roosevelt hasta Obama, de los que describe su gestión de forma cronológica según llegaron al gobierno. En los documentales usa constantemente imágenes de la época y fragmentos de películas.
La visión que transmite del papel internacional de Estados Unidos es particularmente mala, aunque totalmente real y relata cómo numerosos altos cargos del gobierno perpetraron golpes de estado, asesinatos, invasiones, guerra económica y de espionaje con países percibidos como amenaza para EE. UU. a menudo para defender los intereses estadounidenses.
A menudo deja caer la idea de que personas o colectivos que son ayudados en sus inicios por EE. UU. (como los terroristas islámicos que luchaban contra los soviéticos en Afganistán) se acababan volviendo años después contra EE. UU. (hecho que también ocurre por ejemplo con Sadam Huseín o Manuel Noriega).
También llama la atención sobre la doble moral de la diplomacia estadounidense, ya que mientras protestaba por como los soviéticos aplastaban la Revolución húngara de 1956 miraban para otro lado sobre los crímenes que los franceses cometían en la guerra de Independencia de Argelia (1954-1962). Otro ejemplo sería que mientras EE. UU. permitió que la España franquista entrara en la ONU (1955) bloqueó la entrada de la China comunista de Mao hasta 1971.
Además también se centra en la política doméstica estadounidense en eventos como la "Caza de brujas" del senador Joseph McCarthy, el Movimiento por los derechos civiles en Estados Unidos de Martin Luther King, las protestas contra las guerras de Vietnam y posteriormente de Irak, el aumento de la deuda estadounidense, el crecimiento de la desigualdad, el desmantelamiento de los sindicatos, el control de los medios de comunicación.
Fue emitido en España por la 2 de Televisión Española en octubre de 2013, y reemitido en agosto de 2014.

## Guía de episodios
1. La Segunda Guerra Mundial.
2. Roosevelt, Truman y Wallace.
3. La bomba.
4. La Guerra Fría: 1945-1950.
5. Años 50: Eisenhower, la bomba y el Tercer Mundo.
6. JFK: al borde del abismo.
7. Johnson, Nixon y Vietnam: un revés del destino.
8. Reagan, Gorbachov y el Tercer Mundo.
9. Bush y Clinton. El triunfalismo americano y el nuevo orden mundial
10. Bush y Obama: la era del terror.